# Монсон, Лукас
Лукас Габриэль Монсон Лемос (исп. Lucas Gabriel Monzón Lemos; род. 29 сентября 2001, Жагуаран, Риу-Гранди-ду-Сул, Бразилия) — уругвайский футболист, защитник клуба «Расинг (Монтевидео)». Выступает за колумбийский клуб «Атлетико Хуниор» на правах аренды.

## Клубная карьера
Монсон — воспитанник клуба «Данубио». 14 августа 2020 года в матче против «Монтевидео Сити Торке» он дебютировал в уругвайской Примере.
В апреле 2021 года Монсон отправился в аренду в «Монтевидео Уондерерс» на сезон. За «Уондерерс» он дебютировал 29 июня в матче против «Серрито».
5 августа 2021 года Монсон был взят в аренду клубом MLS «Нью-Йорк Ред Буллз» до конца сезона 2022. 11 сентября он впервые сыграл за «Нью-Йорк Ред Буллз II» в матче Чемпионшипа ЮСЛ против «Тампа-Бэй Раудис». За первый «Ред Буллз» он дебютировал 27 октября в матче против «Ди Си Юнайтед». 18 июля 2022 года аренда Монсона в «Нью-Йорк Ред Буллз» была прекращена досрочно.